# Chance Cove Provincial Park
Chance Cove Provincial Park är en park i Kanada.   Den ligger i provinsen Newfoundland och Labrador, i den östra delen av landet, 1 700 km öster om huvudstaden Ottawa. Chance Cove Provincial Park ligger 52 meter över havet.
Terrängen runt Chance Cove Provincial Park är platt. Havet är nära Chance Cove Provincial Park åt sydost. Trakten är glest befolkad. Närmaste större samhälle är Renews-Cappahayden, 18,5 km norr om Chance Cove Provincial Park. 